# Quartier Le Blosne
Pour les articles homonymes, voir Blosne et Le Blosne (métro de Rennes).
Le  quartier Le Blosne est un quartier rennais situé au sud de la ville et essentiellement composé de grands ensembles. Il est issu des grandes opérations d’extension urbaine de la ville de Rennes dans les années soixante (1967) dans le cadre d'une zone à urbaniser en priorité (ZUP) comme Villejean-Malifeu en 1960. Le logement social y représente 52,4 % des habitations.
Il est divisé en quatre sous-quartiers :
- Le Landrel
- Italie
- Torigné
- Sainte-Élisabeth

Néanmoins, contrairement aux autres quartiers rennais, les toponymes de ces sous-quartiers sont en pratique peu utilisés et on parle du quartier du Blosne dans son ensemble, ou encore par le nom de l’époque : la « ZUP Sud ». En revanche on retrouve chacun de ces noms pour les pôles commerciaux de proximité que l'on trouve dans ces différents quartiers.
Classé quartier prioritaire, Le Blosne dans son ensemble est concerné par deux opérations d'urbanisme d'envergure, la ZAC Blosne-Est débutée en 2012, aux confins des quartiers Torigné et Landrel et la ZAC Blosne-Ouest qui doit commencer en 2016 sur le quartier Italie. Le projet propose le renouvellement sans démolition mais avec rénovation de l'existant, construction de logements supplémentaires en accession libre afin de diminuer la proportion de logements sociaux, développement d'activités économiques et la création d'un parc en réseau.

## Situation
| Rennes, quartier Sud-Gare  |                            | La Pommeraie |
| Rennes, quartier Bréquigny | quartier Le Blosne         |              |
|                            | Noyal-Châtillon-sur-Seiche | Chantepie    |

## Le Landrel
C'est un quartier de grands ensembles situé entre la rue de Vern et l'avenue des Pays-Bas. L'extrémité est du quartier est occupée par le Parc des Hautes-Ourmes, tandis qu'on trouve le centre culturel Le Triangle à l'extrémité ouest. Les stations Le Blosne et Poterie sont situés en limite du quartier, le nord est bordé par la ligne 12 et l'est par la ligne C2. La partie sud du quartier est concernée par la ZAC Blosne-Est.

### Commerces et équipements
- École St Armel
- Centre culturel le Triangle
- Centre commercial du Landrel
- Parc des Hautes-Ourmes
- Collège les Hautes-Ourmes

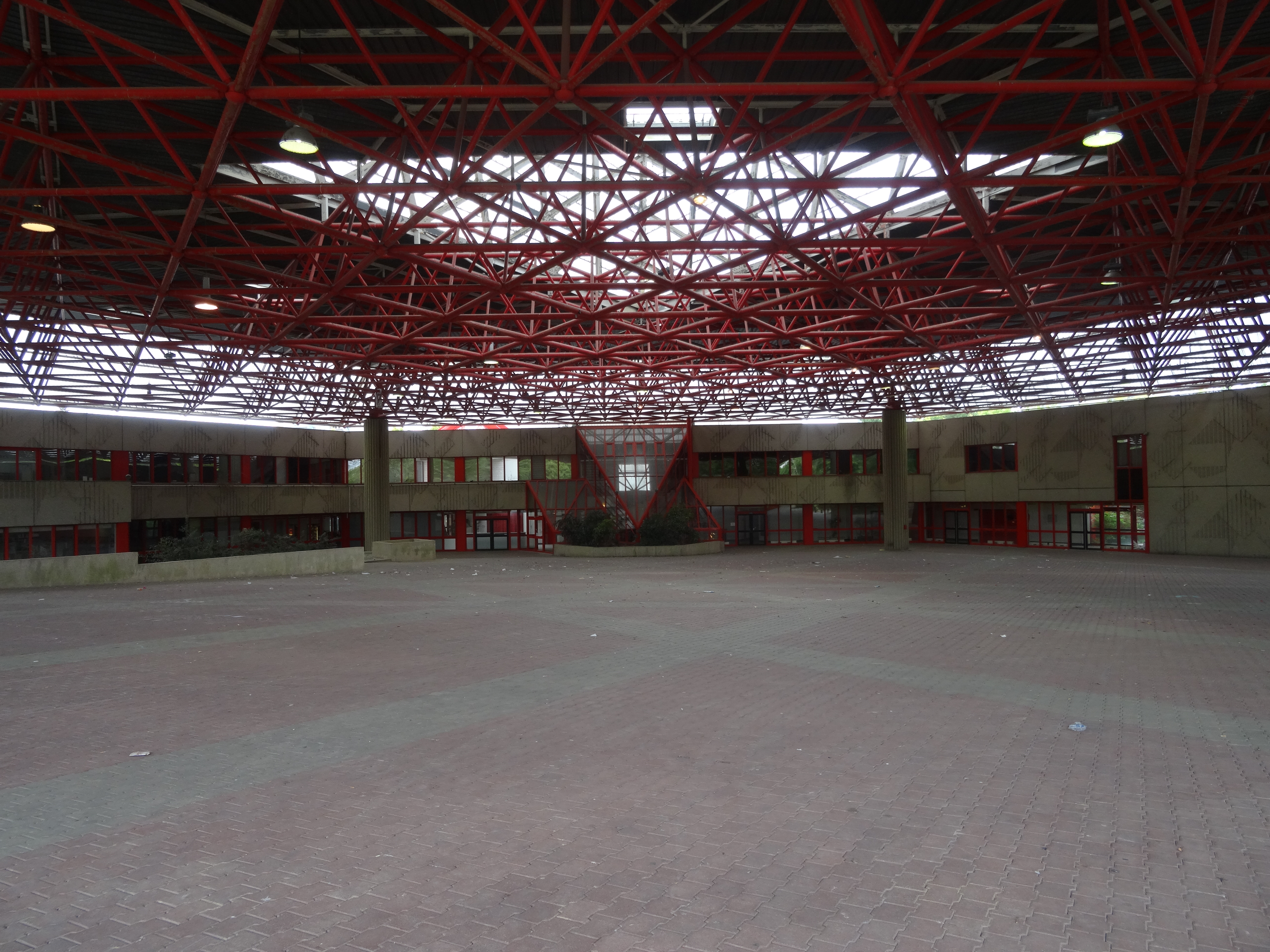
Préau du Triangle
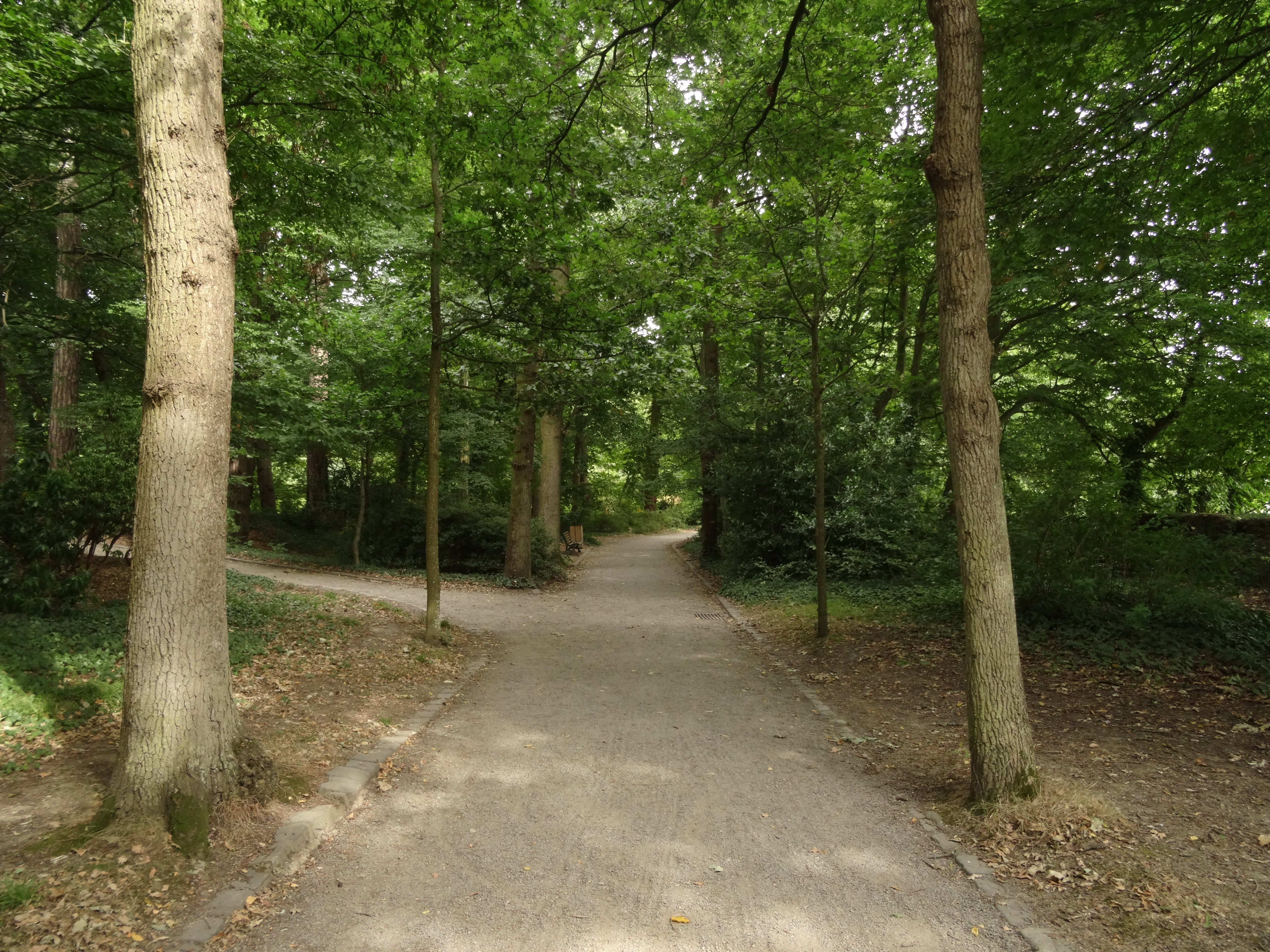
Parc des Hautes-Ourmes
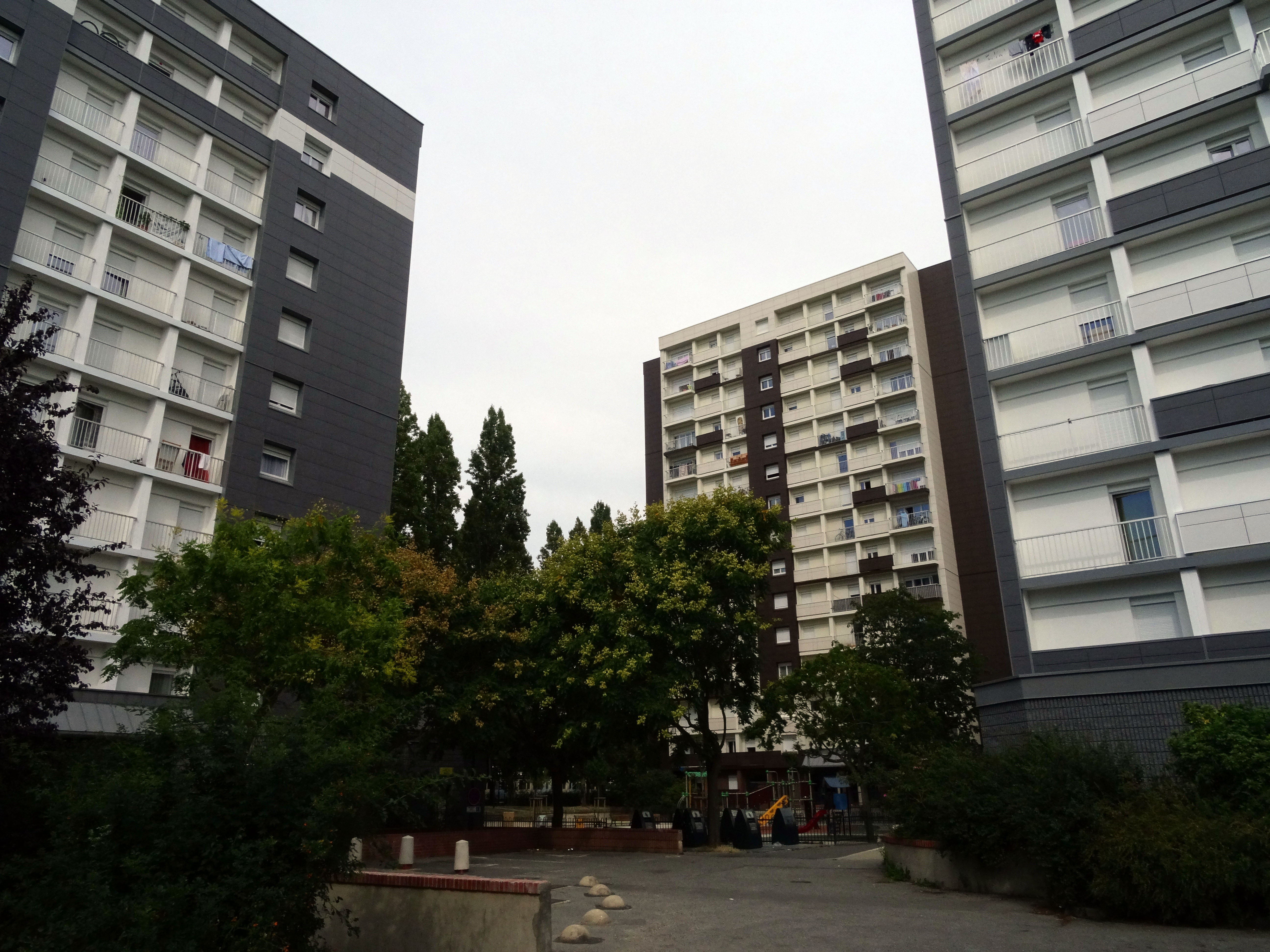
Square de Bosnie

### Voies principales
- place du Landrel
- boulevard Léon Grimault
- avenue des Pays-Bas
- rue de Vern

## Torigné
C'est le cœur du Blosne. De faible superficie, le périmètre forme un rectangle composé exclusivement d'immeubles, bordé au nord par le boulevard de Yougoslavie, à l'est par l'avenue de Pologne, au sud par le boulevard de Bulgarie et à l'ouest par l'avenue des Pays-Bas. Torigné est un quartier très aéré, avec de nombreux espaces verts, mais aussi une superficie conséquente dédiées à des rues larges et de nombreux parkings. Une place importante est également accordée aux écoles Volga et Torigné. Cette dernière se situe au centre du quartier au milieu des espaces verts et chemins piétons qui le parcourent. Au sud, face au boulevard de Bulgarie se situe un pôle commercial de proximité, le centre commercial Torigné. Le samedi matin a lieu le marché du Landrel sur la place de Zagreb.
Concerné par la ZAC Blosne-est, cette opération vise à diversifier les fonctions et les formes d'habitat dans le quartier notamment en réduisant l'emprise des rues et des parkings afin de construire des immeubles plus modernes à la place. Le projet prévoit aussi l'installation du conservatoire de musique dans le quartier.
Sur le plan des transports, outre le métro, il est desservi par la ligne 13 et la nuit par la ligne N2.

### Commerces et équipements
- Conservatoire à rayonnement régional de Rennes - Site Le Blosne
- Centre commercial Torigné
- Stations de métro Le Blosne et Triangle

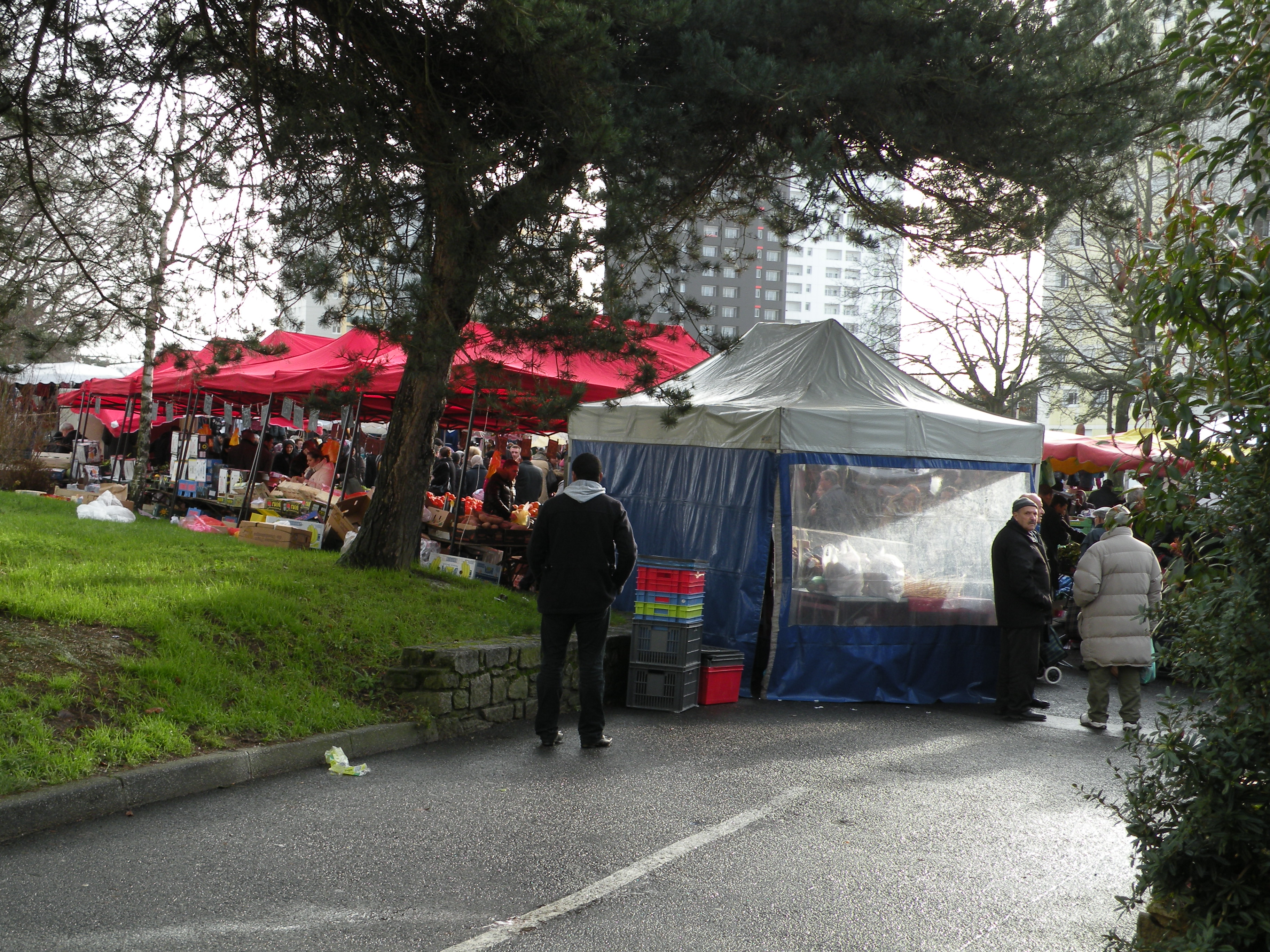
Marché du Landrel, place de Zagreb
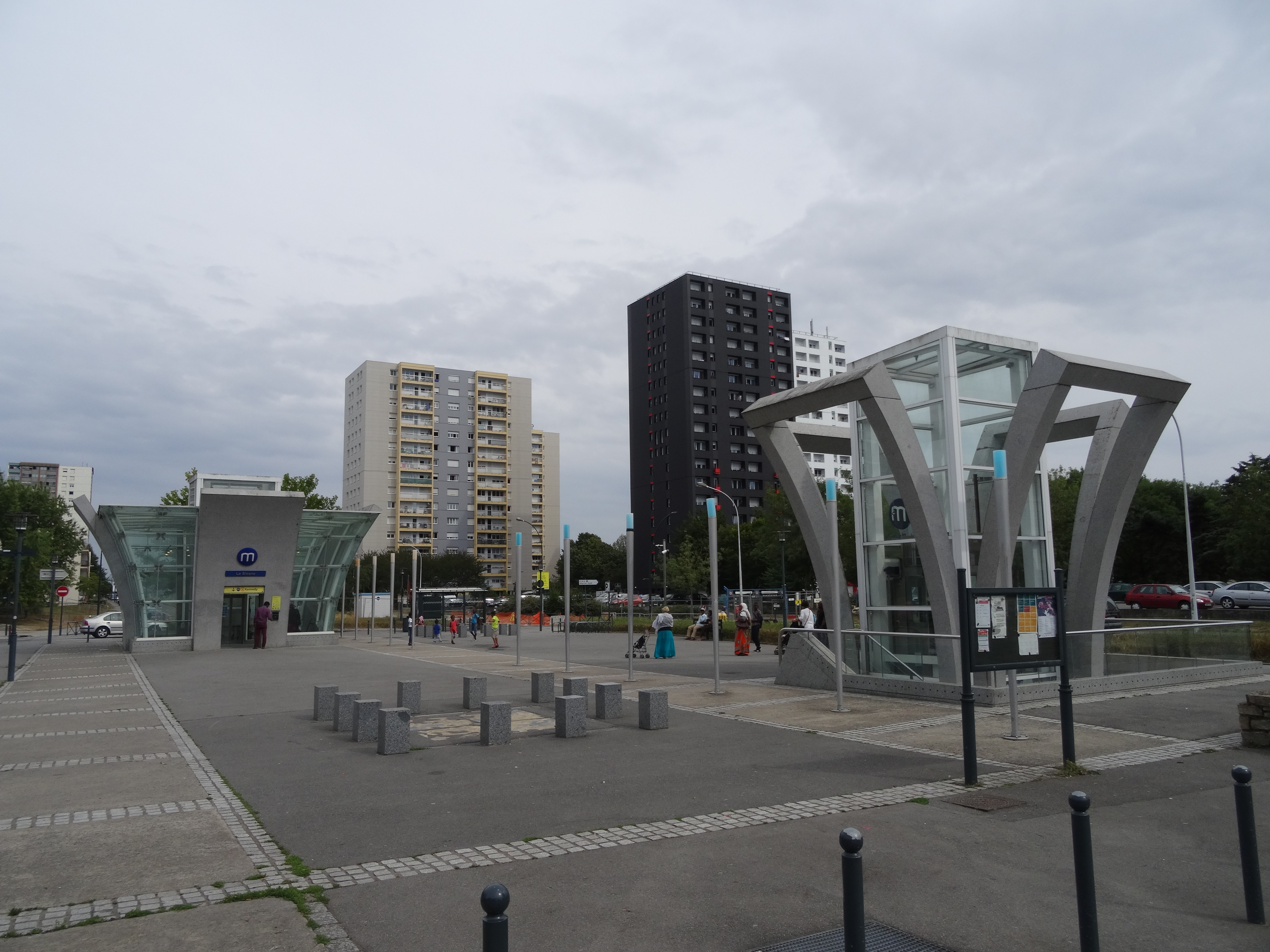
La station de métro Le Blosne et les tours rénovées
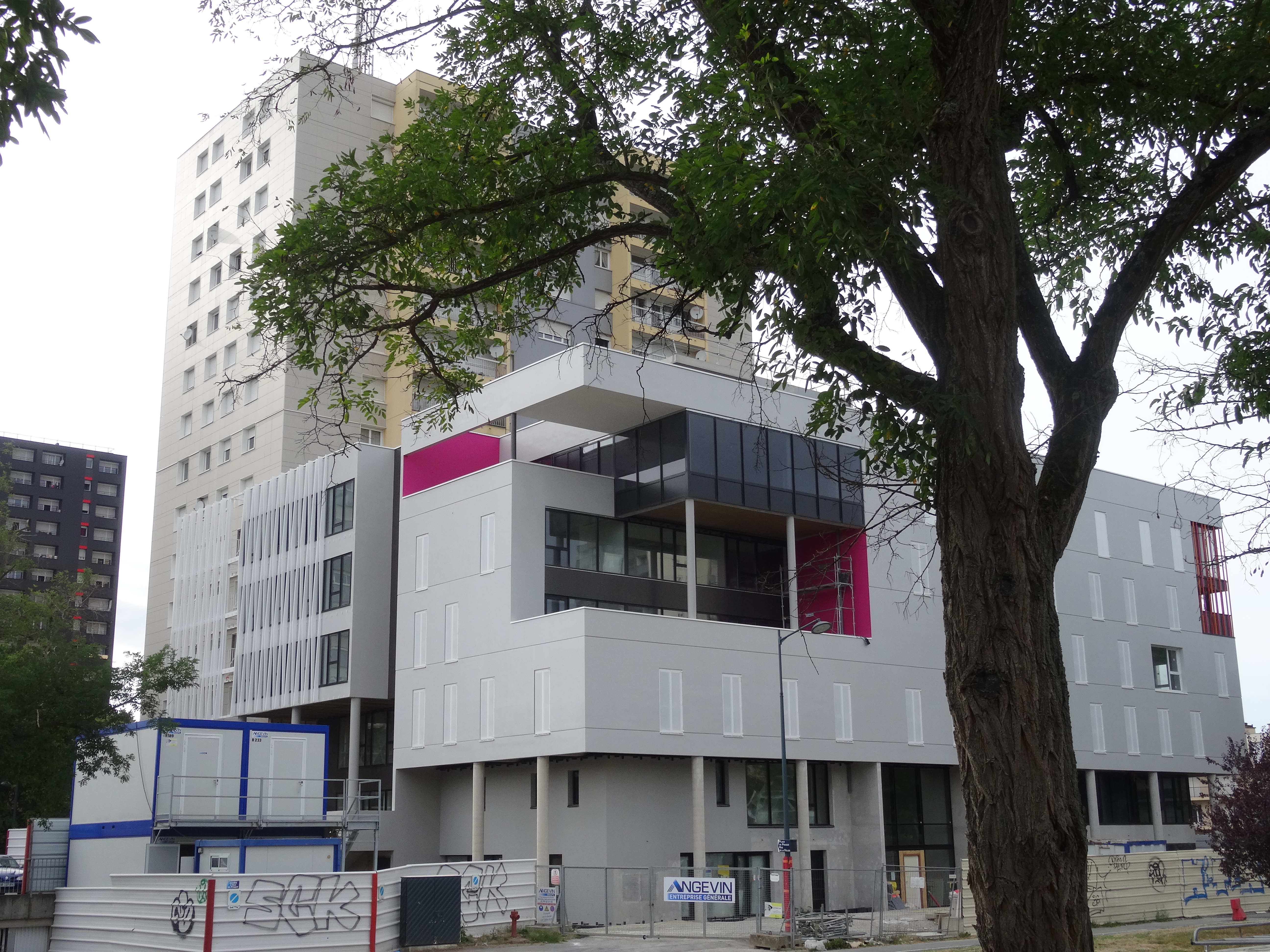
Des nouvelles formes urbaines en apparition dans le quartier pour le diversifier

### Voies principales
- boulevard de Bulgarie
- rue de Roumanie
- boulevard de Yougoslavie
- place de Zagreb

## Sainte-Élisabeth
Le périmètre du quartier s'étend de la station de métro La Poterie jusqu'à l'avenue des Pays-Bas. Le quartier est bordé au nord par le boulevard des Hautes-Ourmes, où le métro passe de l'aérien au souterrain, et par l'avenue de Pologne et le boulevard de Bulgarie qui forment la limite avec le quartier Torigné. Contrairement à ce dernier, Sainte-Élisabeth est composé presque exclusivement de maisons individuelles. L'hôpital Sud occupe une place centrale dans le quartier, de fait, le logement est réparti des deux côtés de l'hôpital. À l'est on trouve également le centre commercial Saint-Élisabeth, un pôle de proximité, ainsi que la promenade du Ruisseau, un cheminement piéton qui conduit à la station de métro, tandis qu'à l'ouest, pour ce qui est des équipements, on trouve plusieurs terrains de sport ainsi qu'un C.R.A.P.A (Circuits Rustiques d'Activités de Plein Air) nommé Paul Lafargue. Il borde tout le sud du quartier et est composé de plusieurs agrès, qui permettent de faire une coupure avec la rocade située au-delà[réf. souhaitée].
Il est desservi par les lignes 12 et 13 du réseau de transports en commun. Le quartier et plus particulièrement l'hôpital Sud est également desservi la nuit par la ligne N2.

### Commerces et équipements
- Centre commercial Sainte-Élisabeth avec la présence d'un supermarché coopératif et participatif, Breizhicoop[2].
- Centre médical Sainte-Élisabeth
- Hôpital Sud

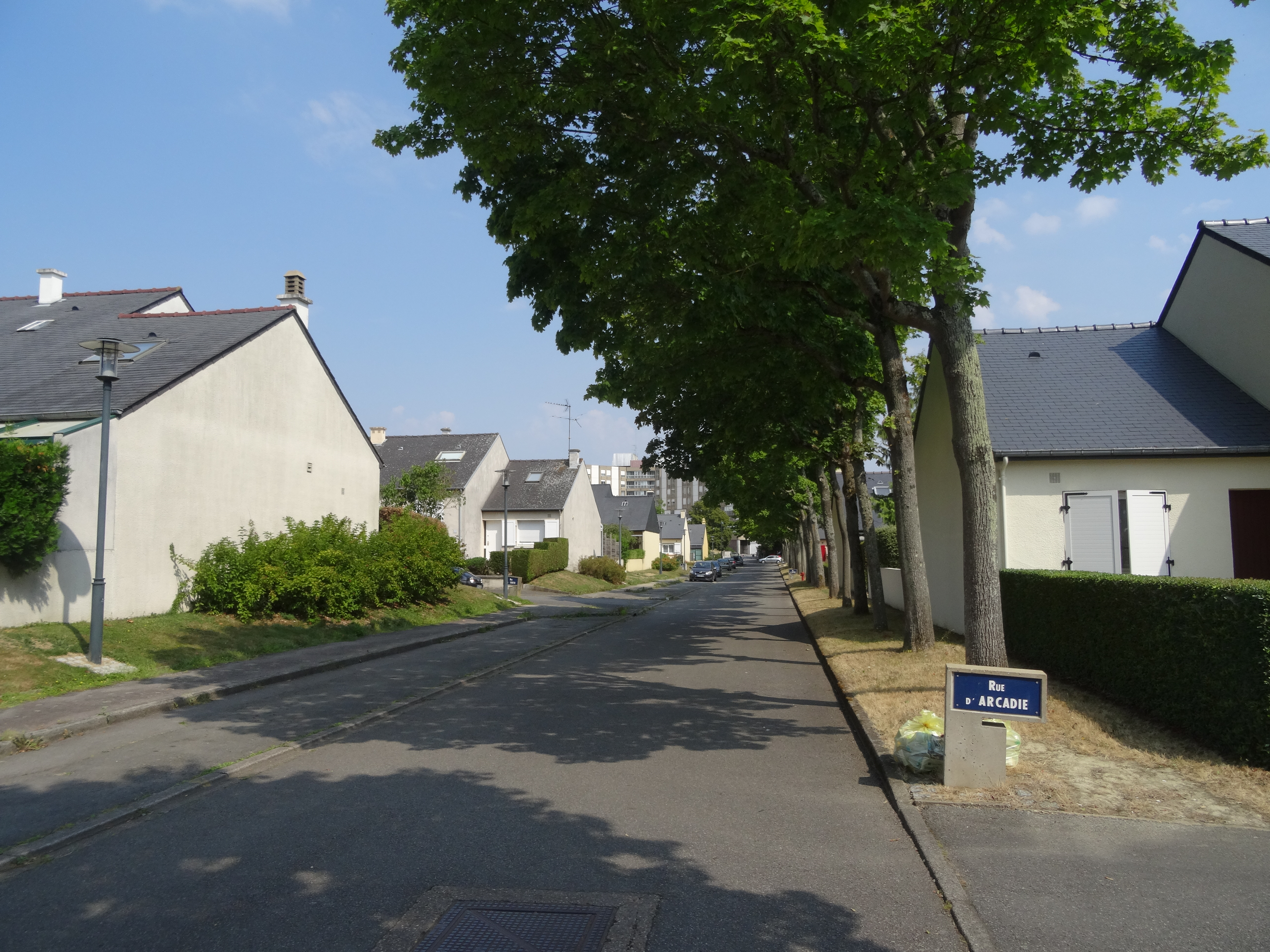
Rue du Péloponèse, au fond l'hôpital Sud
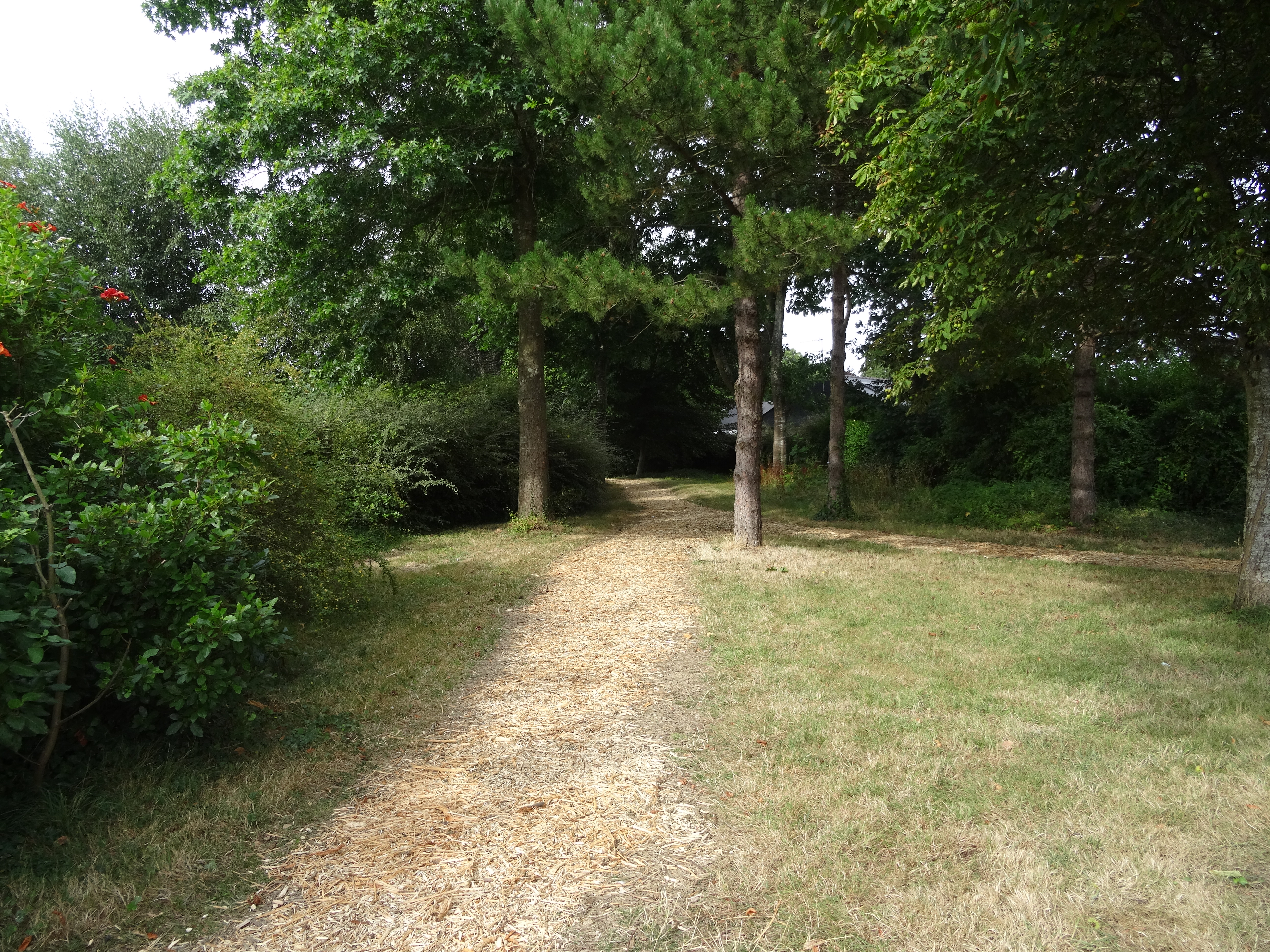
Promenade du Ruisseau
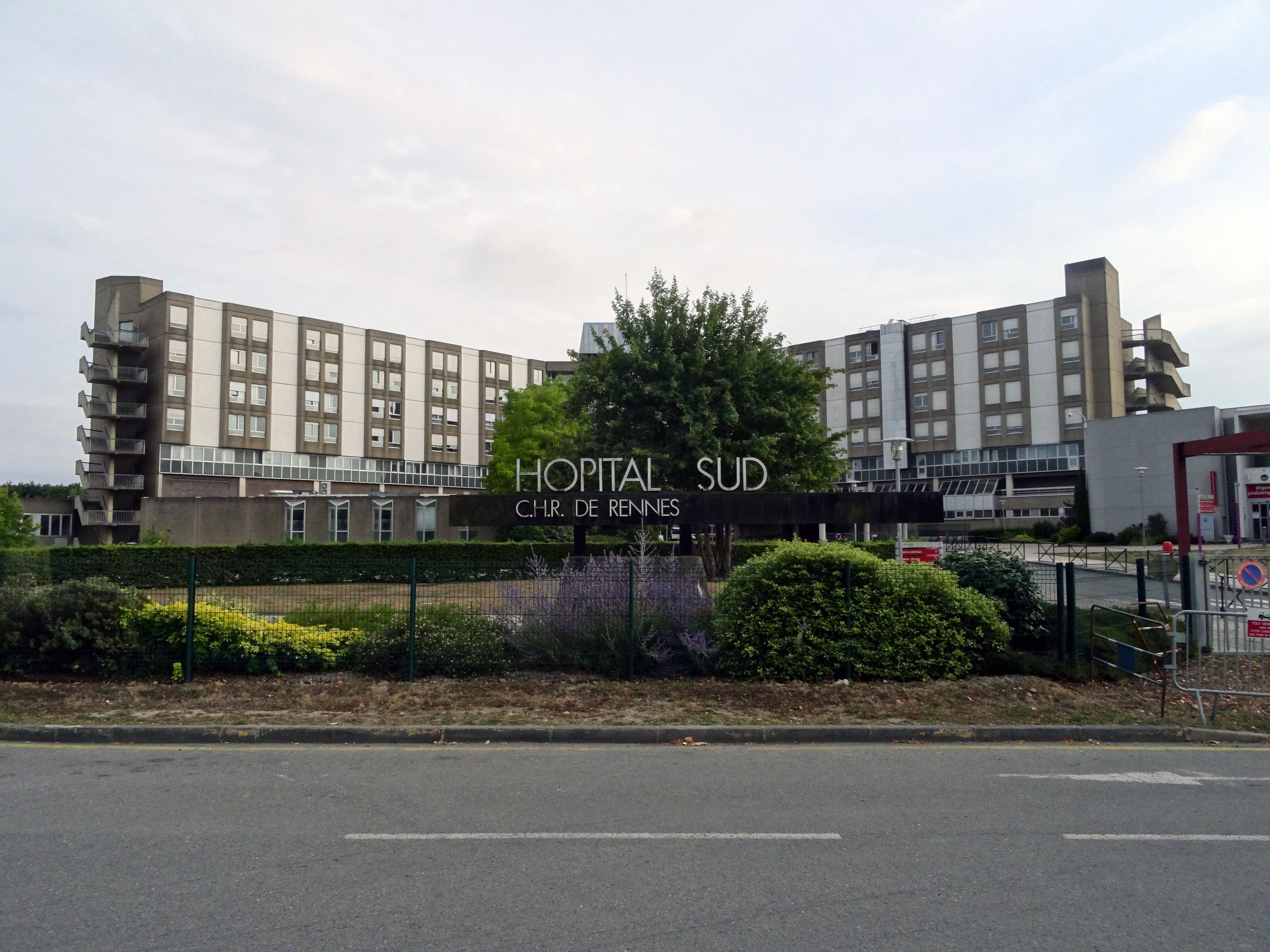
Hôpital Sud

### Voies principales
- boulevard des Hautes-Ourmes
- boulevard de Bulgarie
- avenue de la Vistule

## Italie
Il inclut principalement des immeubles mais également des maisons individuelles au sud et une zone rurale située à l'extérieur de la rocade.
L'avenue Henri Fréville à l'ouest et l'avenue des Pays-Bas à l'est sont les deux axes d'orientation nord-sud qui marquent les limites du quartier. Italie est parcouru d'est en ouest par le boulevard du Portugal et la rue d'Espagne / rue de Suisse où l'on trouve la station de métro et le pôle commercial du quartier. Au nord de la station de métro est implanté une entreprise d'électronique antérieure à l'aménagement du quartier, et qui est dorénavant entièrement entourée par la ville.
Au sud de la station de métro se trouvent des immeubles collectifs desservis par des voiries partagées : des rues sinueuses et très arborées où la vitesse est limitée et où les piétons peuvent s'approprier plus facilement l'espace (cours de Bilbao et promenade de Castille à l'ouest, allée du Gacet et promenade d'Algarve à l'est, notamment). Le boulevard du Portugal, marque une rupture entre logements collectif et individuel. En effet au sud de celui-ci on trouve davantage de maisons individuelles desservies par des voiries en impasse (allée d'Evora, allée des Açores...).
Encore plus au sud, en bordure de la rocade sont aménagés différents terrains de sports (herbe, stabilisé, synthétique, tennis...), il s'agit du complexe sportif Roger Salengro.
Enfin, de l'autre côté de la rocade, outre quelques parcelles agricoles, on trouve les jardins familiaux de la Bintinais, et l’écomusée du pays de Rennes.
Plus largement, le nord du quartier est concerné par la ZAC Blosne-Ouest visant à diversifier les formes de logements dans le quartier et notamment à baisser le taux de logements sociaux.

### Commerces et équipements
- Station de métro Italie
- Centre commercial Italie
- Collège La Binquenais
- Complexe sportif Roger Salengro
- Écomusée du pays de Rennes

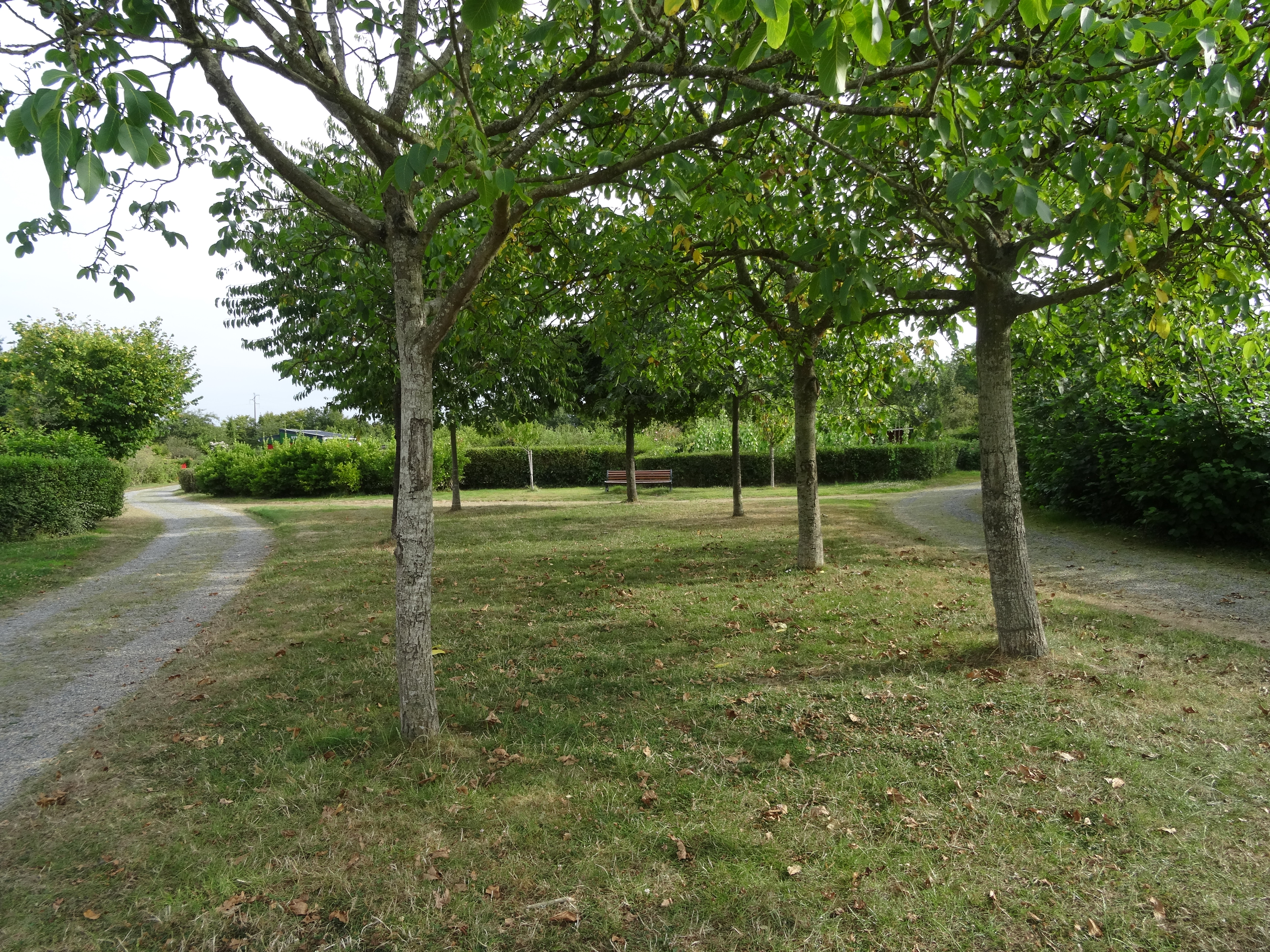
Jardins familiaux de la Bintinais
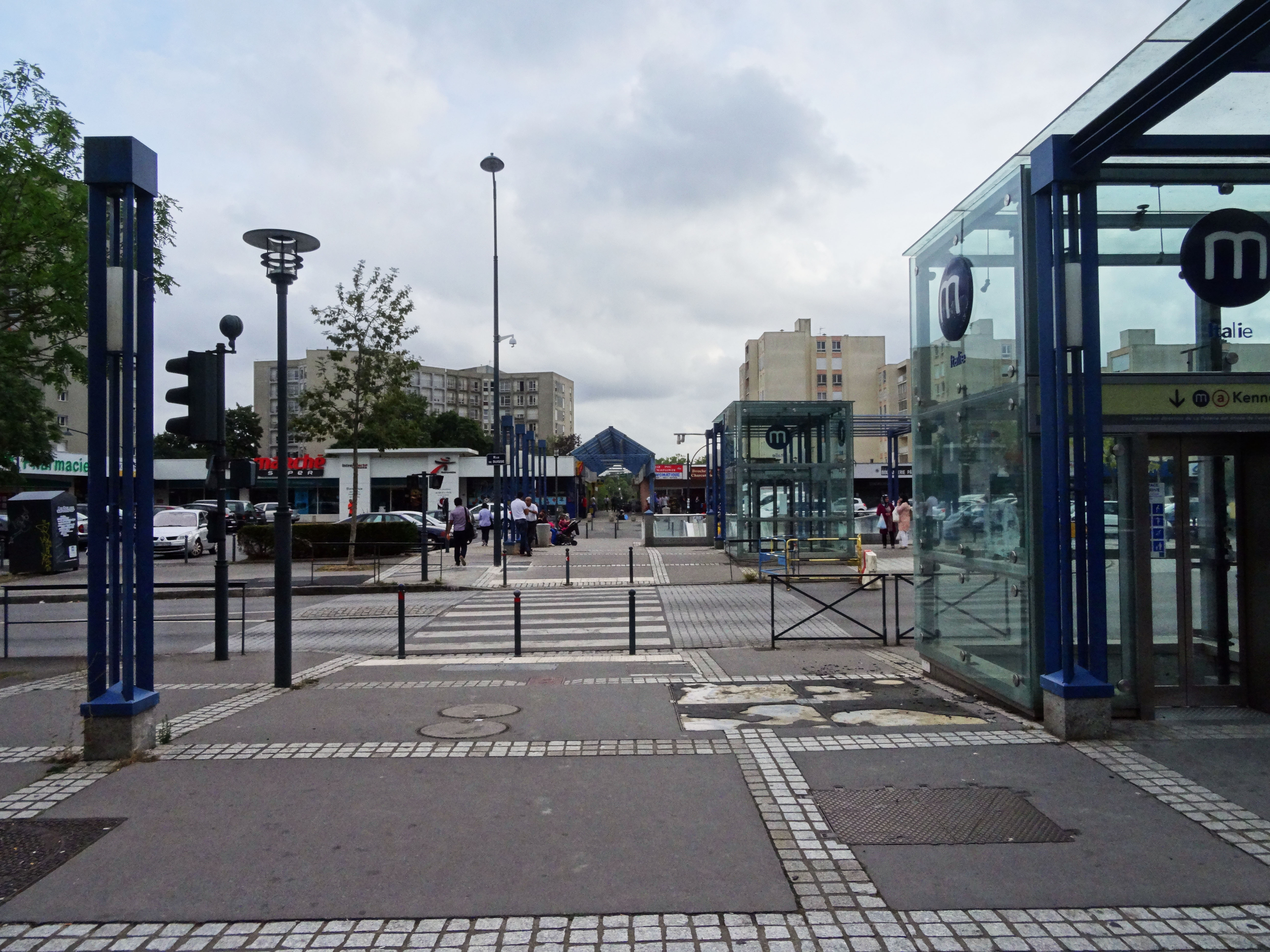
Métro Italie
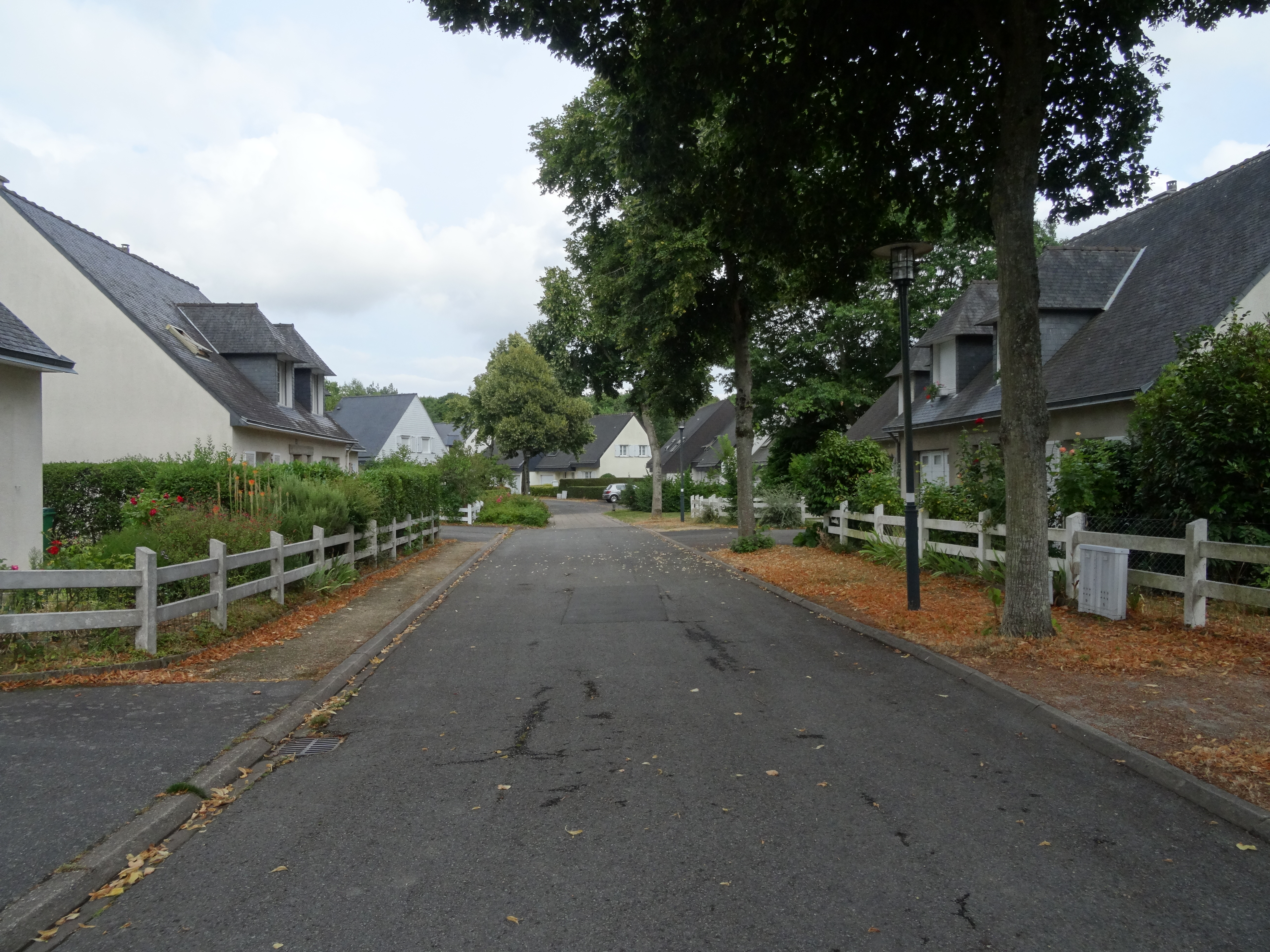
Allée des Açores

- Jardins familiaux de la Bintinais
- Métro Italie
- Allée des Açores

### Voies principales
- boulevard Louis Volclair
- rue d'Espagne
- avenue Henri Fréville
- boulevard du Portugal
- rue de Suisse